# Royal Cape Golf Club
De Royal Cape Golf Club is de oudste golfclub in Zuid-Afrika, dat gelegen ligt in Kaapstad. De club is opgericht in 1885 en heeft een 18-holes golfbanen met een par van 72.

## Geschiedenis
De eerste holes werden aangelegd op Waterloo Green van een militaire nederzetting. Het eerste toernooi werd in augustus 1886 gespeeld. Generaal Sir Henry Torrens, voorzitter van de oprichtingsvergadering, was de winnaar. Aangezien steeds meer burgers belangstelling voor het spel kregen werd in 1891 besloten de golfbaan bij de militairen te verlaten en een eigen baan aan te leggen.
Deze baan kwam op de Rondebosch Common. In 1893 werd een clubpro aangetrokken. Hij moest ook de baan onderhouden. Dit was vrijwel onmogelijk, want de Common was openbaar terrein, waar ook voetbal gespeeld werd. Er moest dus naar een betere locatie gezocht worden. In 1905 werd verhuisd naar de huidige locatie.
In 1910 gaf koning George V de club het predicaat Koninklijk. Dat jaar was de club voor het eerst gastheer van het Zuid-Afrikaans Amateur Kampioenschap, gewonnen door Jimmy Prentice, en het Zuid-Afrikaans Open, gewonnen door George Fotheringham. In 1923 werd het huidige clubhuis gebouwd. De eerste steen werd gelegd door prins Arthur van Connaught, die toen gouverneur-generaal van Zuid-Afrika was. In 1929 werd wat land bijgekocht zodat enkele holes verlegd konden worden. Sindsdien is er weinig aan de baan veranderd, maar veel verbeterd. Er zijn nu Amerikaanse greens.
De golfclub heeft een klassieke parkbaan waar het gehele jaar gespeeld kan worden. Hij is vlak, er zijn waterhindernissen en schitterende uitzichten op de omringende bergen en er is bijna altijd wat wind.

## Golftoernooien
- Zuid-Afrikaans Open gespeeld: 1910, 1914, 1923, 1929, 1936, 1953, 1965, 1983, 1990 & 1996
- South African Amateur Strokeplay Championship: 1985
- Vodacom Players Championship: 1999-2002
- Zuid-Afrikaans Amateur Kampioenschap: 1910, 1914, 1923, 1929 en 1953 gelijk met het ZA Open, in 1985 en 1994 apart.
- Cape Town Open: 2012-heden